# This Could Be Love
This Could Be Love (с англ. — «Это Может Быть Любовь») — песня американской рок-группы The Cars, седьмой трек с альбома Shake It Up.

## О песне
Песня была написана вокалистом, ритм-гитаристом и автором песен Риком Окасеком в соавторстве с клавишником Грегом Хоуксом, спета басистом и вокалистом Бенджамином Орром. Это одна из трёх песен на альбоме, в которой есть вокал Орра. Продюсером выступил Рой Томас Бейкер.
"This Could Be Love" — монохромная баллада, которая никогда не исполнялась вживую.
После того, как песня была выпущена на альбоме 1981 года Shake It Up, "This Could Be Love" была выпущена в качестве би-сайда к третьему синглу с альбома — Victim of Love. Сингл занял 39-ю строчку в Hot Mainstream Rock Tracks Сингл был выпущен только в Америке.

## Участники записи
- Рик Окасек — ритм-гитара, бэк-вокал
- Эллиот Истон — соло-гитара, бэк-вокал
- Бенджамин Орр — бас-гитара, вокал
- Дэвид Робинсон — ударные, перкуссия
- Грег Хоукс — клавишные, бэк-вокал